# Río Casma
El Río Casma es un río que recorre parte del departamento de Áncash, de la Provincia de Casma, Provincia de Yungay y de la Provincia de Huaraz en el Perú.

## Descripción
El río pertenece al sistema hidrográfico del Pacífico y tiene su origen en la zona superior de la Cordillera Negra, a la altura de las lagunas Teclio, Mangan y Shaullan a unos 4.800 m s. n. m.
Se encuentra en los paralelos 9°13’01” y 9°41’45” de Latitud Sur y los meridianos 78°23’27” y 77°37’03” de Longitud Oeste.
Su cuenca tiene una longitud de aproximadamente 106 km de extensión y una cuenca hidrográfica de 2.775 km². El declive del río tiene un promedio entre el 4% al 15%. 
Empieza su curso con el nombre de río Chacchan, luego de recorrer 22 km se le une el río Pira a 4.100 m s. n. m., 2 kilómetros más adelante le aporta sus aguas el río Vado, a 29 kilómetros se une el río Yaután a la altura de Poctao, tomando el nombre de río Casma Grande y 20 kilómetros antes de la desembocadura con el Pacífico, recibe el aporte del río Sechín.

## Uso doméstico del agua
Un total de siete localidades se encuentran en la cuenca del río Casma (que en suma tienen 47.525 habitantes), las localidades que utilizan sus aguas son, Casma que cuenta con una población de 13.236 habitantes, luego le sigue Pariacoto con 726 habitantes, Comandante Noel con 653 habitantes y Yautan con 602 pobladores.